# إبراهيم خلف
إبراهيم خلف (9 يوليو 1986 - ) لاعب جودو أردني، أشترك في الألعاب الأولمبية الصيفية 2016 في ريو دي جانيرو ضمن مبارايات الجودو للرجال بوزن 90 كغ.

## روابط خارجية
- إبراهيم خلف على موقع JudoInside.com (الإنجليزية)
- إبراهيم خلف على موقع أوليمبيديا (الإنجليزية)